# Hélder Costa (futebolista)
Hélder Wander Sousa de Azevedo e Costa (Luanda, 12 de janeiro de 1994) é um futebolista profissional Luso-angolano  que atua como meia.
Hélder Costa começou a carreira no Benfica B.

## Títulos
Wolverhampton Wanderers
- EFL Championship: 2017–18[3]

Leeds United
- EFL Championship: 2019–20

Al-Ittihad
- Campeonato Saudita: 2022–23